# Abdullah Waleed Sharbatly
Abdullah Waleed Sharbatly (in arabo عبدالله وليد الشربتلي‎?; Londra, 21 settembre 1982) è un cavaliere saudita.
Ha partecipato ai Giochi di Londra 2012, gareggiando nella categoria del salto ad ostacoli individuale ed a squadre, vincendo la medaglia di bronzo in quest'ultima gara.